# Romance com Cocaína
Romance com Cocaína (em russo:  Роман с кокаином, transl. Roman s kokainom, também traduzido como Um Romance com Cocaína e Romance com Cocaína: Memórias de um Doente), é um romance primeiro publicado em 1934 em uma revista literária emigrante russa, Chisla (Números) sob o pseudônimo M. Ageyev. A tradução para o inglês do título falha em transmitir o duplo significado do russo "Роман", que significa "novela" e "romance".

## Descrição
Romance com Cocaína é um romance psicológico de ideias de Dostoiévski, que explora a interação entre psicologia, filosofia e ideologia em seu retrato franco do vício em cocaína de um adolescente. A história relata as experiências formativas do narrador Vadim na escola e com as mulheres antes de se voltar para o abuso de drogas e as reflexões filosóficas que isso suscita. Embora Ageyev faça poucas referências explícitas à Revolução Russa de 1917, a obsessão do romance por formas viciantes de pensamento encontra ressonância no pano de fundo histórico, no qual "nossos sentimentos inatos de humanidade e justiça" provocam "as crueldades e transgressões satânicas cometidas em seu nome".

## História da publicação
Após sua publicação original em Números, o romance foi publicado em forma de livro; foi desprezado como decadente e repugnante, para usar o termo aplicado a ele por Vladimir Nabokov. Em 1983, o romance foi traduzido para o francês e publicado com elogios quase unânimes; uma tradução em inglês (por Michael Henry Heim) foi publicada em 1984. Depois que a tradução francesa foi publicada, houve uma breve especulação nos círculos literários sobre se Romance com Cocaína poderia realmente ser obra de Nabokov, talvez uma de suas mistificações; o consenso agora é que Nabokov não foi o autor. O filho de Nabokov, Dmitri, aborda essa questão em um posfácio de sua tradução para o inglês de 1986 do romance de VN, The Enchanter, no qual ele afirma que o autor é Mark Levi.

## Traduções em inglês
- Novel with Cocaine, traduzido por Michael Henry Heim, 1984
- A Romance with Cocaine, traduzido por Hugh Aplin, 2008